# Chak Chak

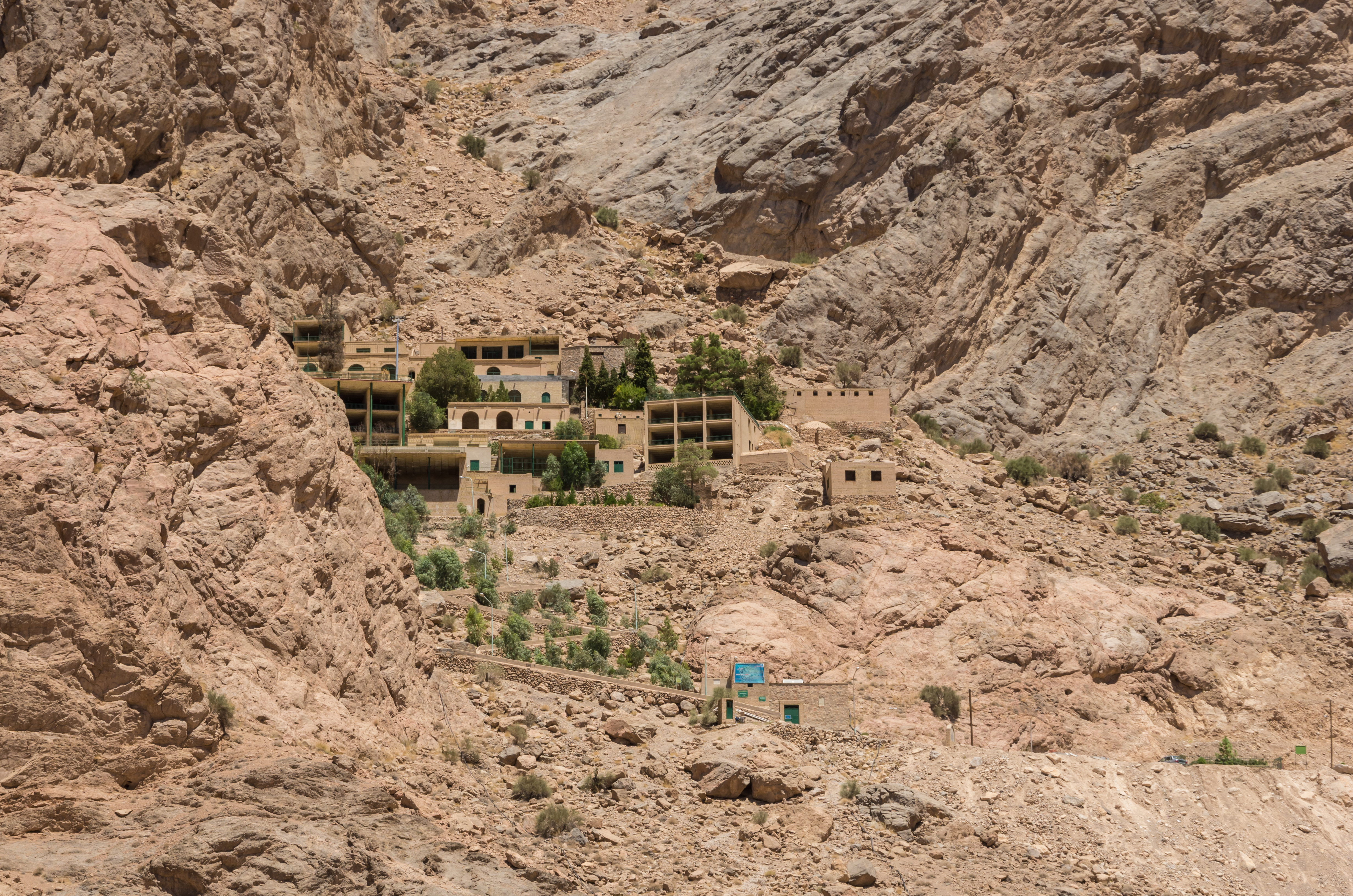
Hameau de Chak Chak.

Chak Chak Ardakan (persan : چک‌چک اردکان : « Goutte goutte », également romanisé sous le nom de Chek Chek Chak Ardakan, également connu sous le nom Chāhak-e Ardakan et Pir-e Sabz (persan : پیر سبز : « le pir vert »), est un village dans le district rural de Rabatat en Iran.
Le village consiste en un hameau perché sous une falaise imposante dans le désert du centre de l’Iran. C'est le sanctuaire de montagne le plus sacré du zoroastrisme[réf. nécessaire]. Situé près de la ville d'Ardakan à 40 km, Chak Chak est un lieu de pèlerinage pour les zoroastriens. Chaque année, du 14 au 18 juin, des milliers de zoroastriens d'Iran, d'Inde et d’autres pays affluent au Temple du feu à Chak Chak. La tradition veut que les pèlerins arrêtent de monter au moment où ils aperçoivent le temple et achèvent la dernière étape de leur voyage à pied.
Le temple actuel de Chak Chak est une grotte artificielle protégée par deux grandes portes en bronze. L'enceinte du sanctuaire est recouverte de marbre et ses murs sont assombris par des feux allumés éternellement dans le sanctuaire. Au-dessous du sanctuaire, sont construits des bâtiments pour accueillir les pèlerins.

## Légende de Hayat Banoo

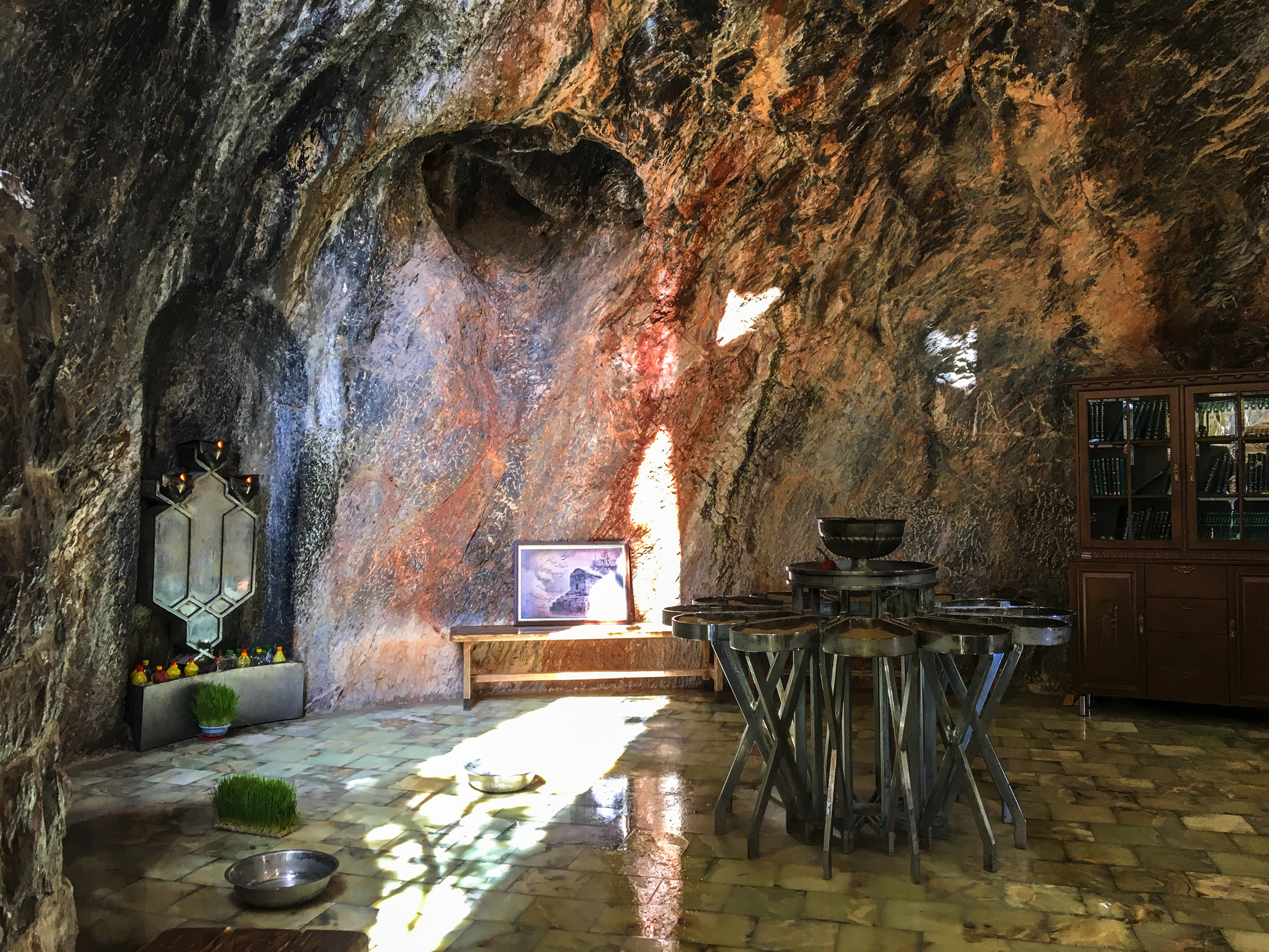
Grotte de Chak Chak en 2017.

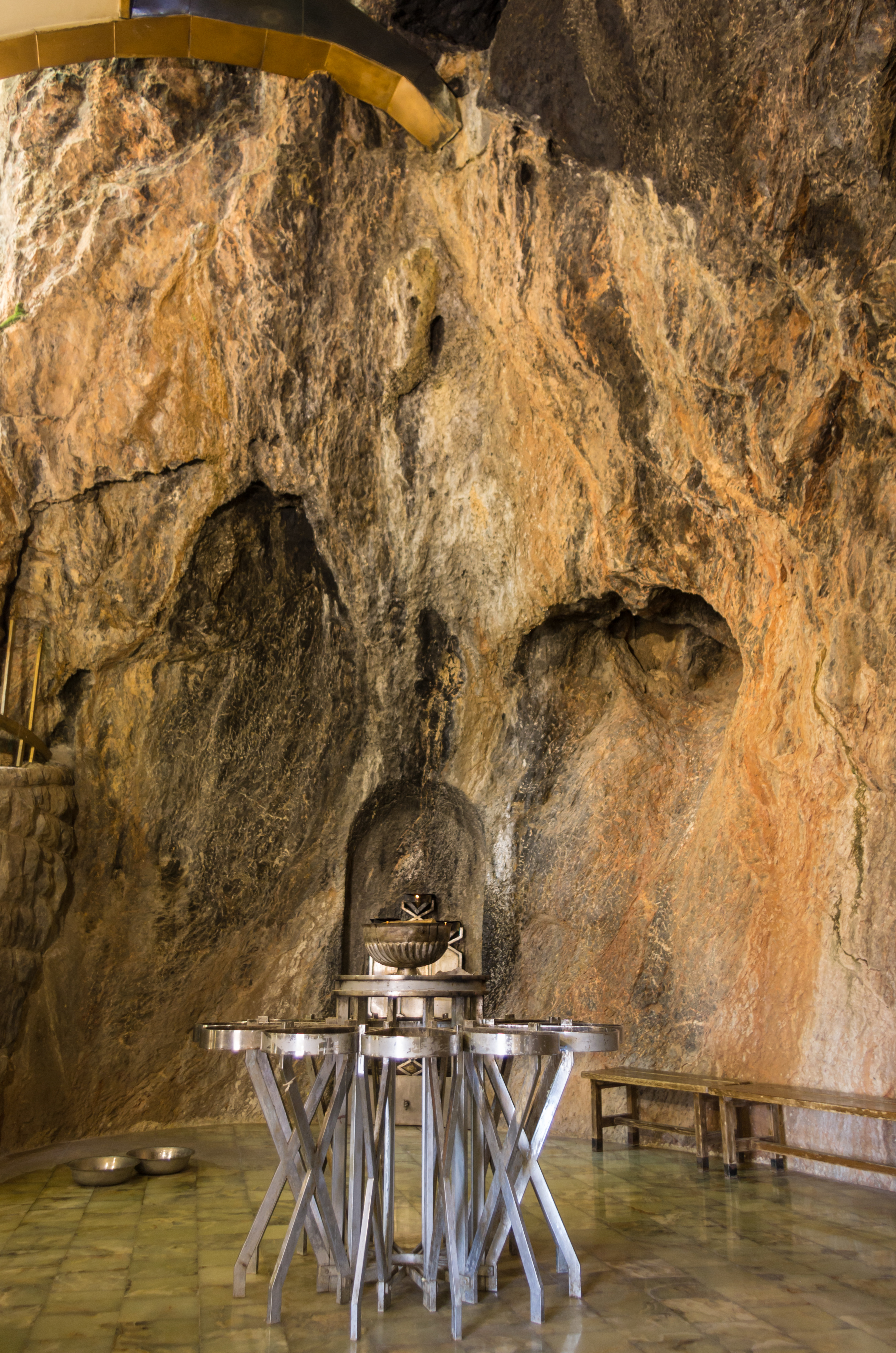
Intérieur du sanctuaire, le temple du feu pour les zoroastriens.

Cette légende est apposée sur l'entrée du sanctuaire.
Dans la croyance zoroastrienne, Chak Chak est l'endroit où Hayat Banoo, deuxième fille du dernier souverain perse pré-islamique, Yazdgard III de l'empire sassanide, fut acculée par l'armée envahissante en 640 de l'ère chrétienne. Craignant d'être capturée, Hayat Banoo se réfugia dans les collines derrière Homin et Senjed, d'où elle vit l'ennemi arriver au loin. Elle escalada les montagnes arides en criant et en pleurant. À l'approche de l'ennemi, elle soupira, regarda la montagne et dit : « Embrasse-moi comme une mère aimante et sauve moi ». 
À l'instant même, la montagne s'ouvrit miraculeusement et Hayat Banoo disparut dans la brèche. Les troupes ennemies, surprises, quittèrent les lieux. En même temps, de l'eau se mit à goutter du sommet de la montagne, semblable aux larmes des orphelins et des opprimés. Ainsi les visiteurs pourront être abreuvés et rafraîchis et plus la population sera nombreuse, plus l'eau coulera de façon à satisfaire tout le monde. Maintenant, la montagne aride est devenue verte et agréable grâce à la bénédiction de cette princesse.
Un berger qui avait perdu ses troupeaux près du puits Matk, arriva dans la montagne où les gouttes d'eau tombaient en faisant un bruit... tchak tchak...en touchant le sol. Fatigué, frustré et assoiffé par ses recherches, il but l'eau et s'endormit. Il rêva de ses troupeaux manquants dans un lieu où une femme charismatique lui disait : « Construis un abri à cet endroit en mon nom, allume des bougies et des lumières et dis à tout le monde d'en faire autant ». Quand il se réveilla, il vit ses troupeaux y paître. Il éclata de joie et peu de temps après, il construisit un sanctuaire en coopération avec les Zoroastriens qui prièrent Ahura Mazda. 
Il est dit que l'arbre qui se trouve dans le sanctuaire est la canne de Hayat Banoo.